# Martina Pavić
Martina Pavić (Bjelovar,   27. listopada 1988.), hrvatska rukometašica, članica srbijanskog Zaječara. Prije je igrala u zagrebačkoj Trešnjevki i vitovitičkom Tvin-u. Članica je i Hrvatske rukometne reprezentacije igra na mjestu kružne napadačice.
Nakon dvije sezone odigrane u srbijanskom Zaječaru Martina Pavić se otisnula u Tursku, gdje od 2012. godine nastupa za ekipu "Muratpasa Belediyesi SK Antalya".